# Sachsen-Kürassier-Marsch
Sachsen-Kürassier-Marsch, op. 113, är en marsch av Johann Strauss den yngre. Den spelades första gången den 26 juli 1852 i Wien.

## Historia
Två faktorer föranledde Johann Strauss att komponera sin Sachsen-Kürassier-Marsch. För det första var Det Tredje Kyrassiärregementet König von Sachsenvid den tiden stationerad i Wien och deras orkester hade redan spelat tillsammans med Strauss musiker vid ett flertal tillfällen. För det andra befann sig drottning Maria Anna av Sachsen, maka till kung Fredrik August II av Sachsen, på slottet Schönbrunn. 
Marschen framfördes den 26 juli 1852 i ölhallen Bierhalle in Fünfhaus i Wien.

## Om marschen
Speltiden är ca 2 minuter och 49 sekunder plus minus några sekunder beroende på dirigentens musikaliska tolkning.

## Weblänkar
- Dynastin Strauss 1852 med kommentarer om Sachsen-Kürassier-Marsch.
- Sachsen-Kürassier-Marsch i Naxos-utgåvan.